# Premios y nominaciones de Bette Davis
La siguiente es lista de los elogios de la actriz estadounidense Bette Davis por sus actuaciones cinematográficas y televisivas. Su carrera abarca más de seis décadas, desde principios de los años 30 hasta finales de los 80, poco antes de su muerte.

## Premios y nominaciones importantes por interpretación
Premios Óscar

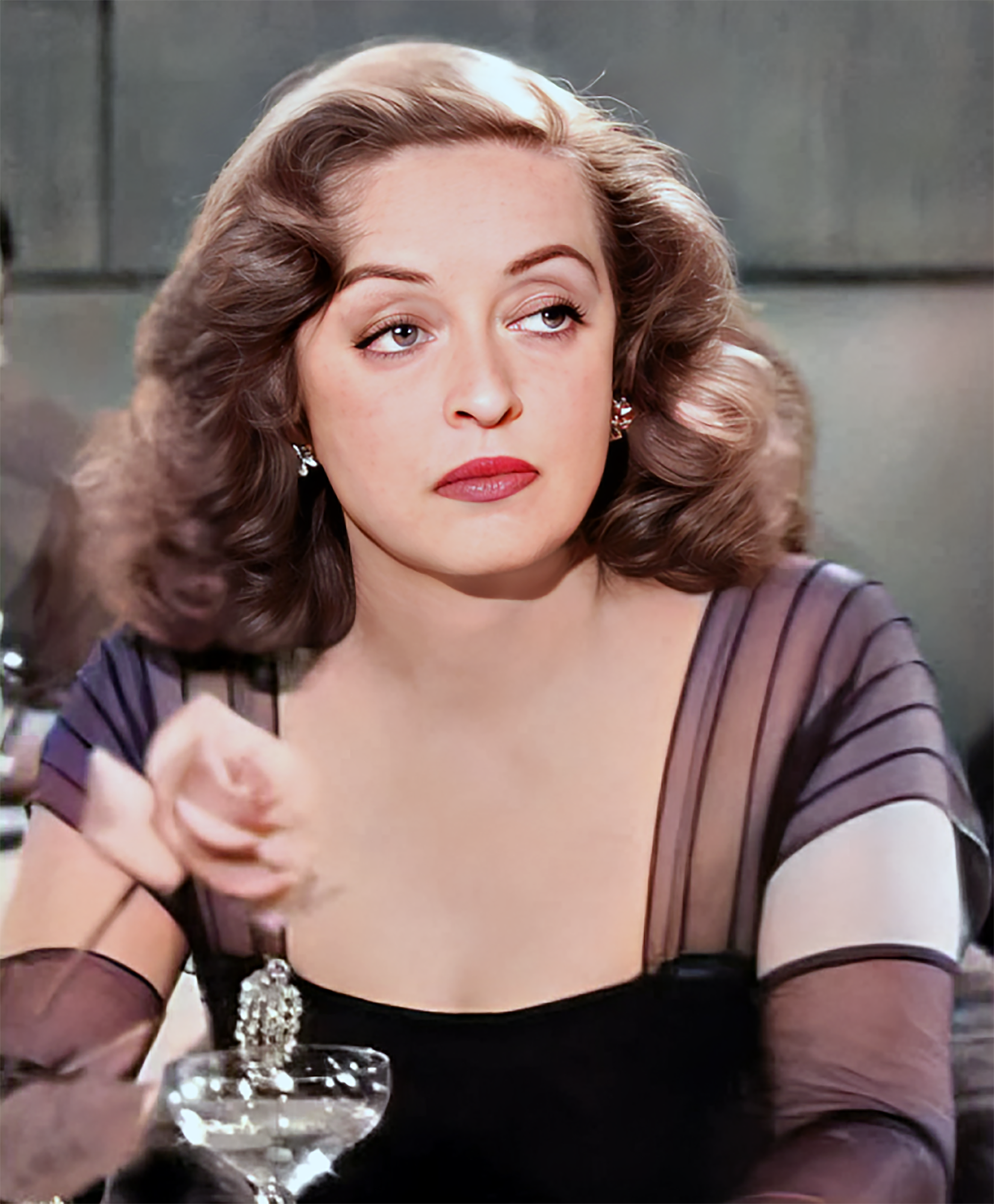
Imagen editada a color de Davis (en el personaje de Margo Channing) en All About Eve (1950).

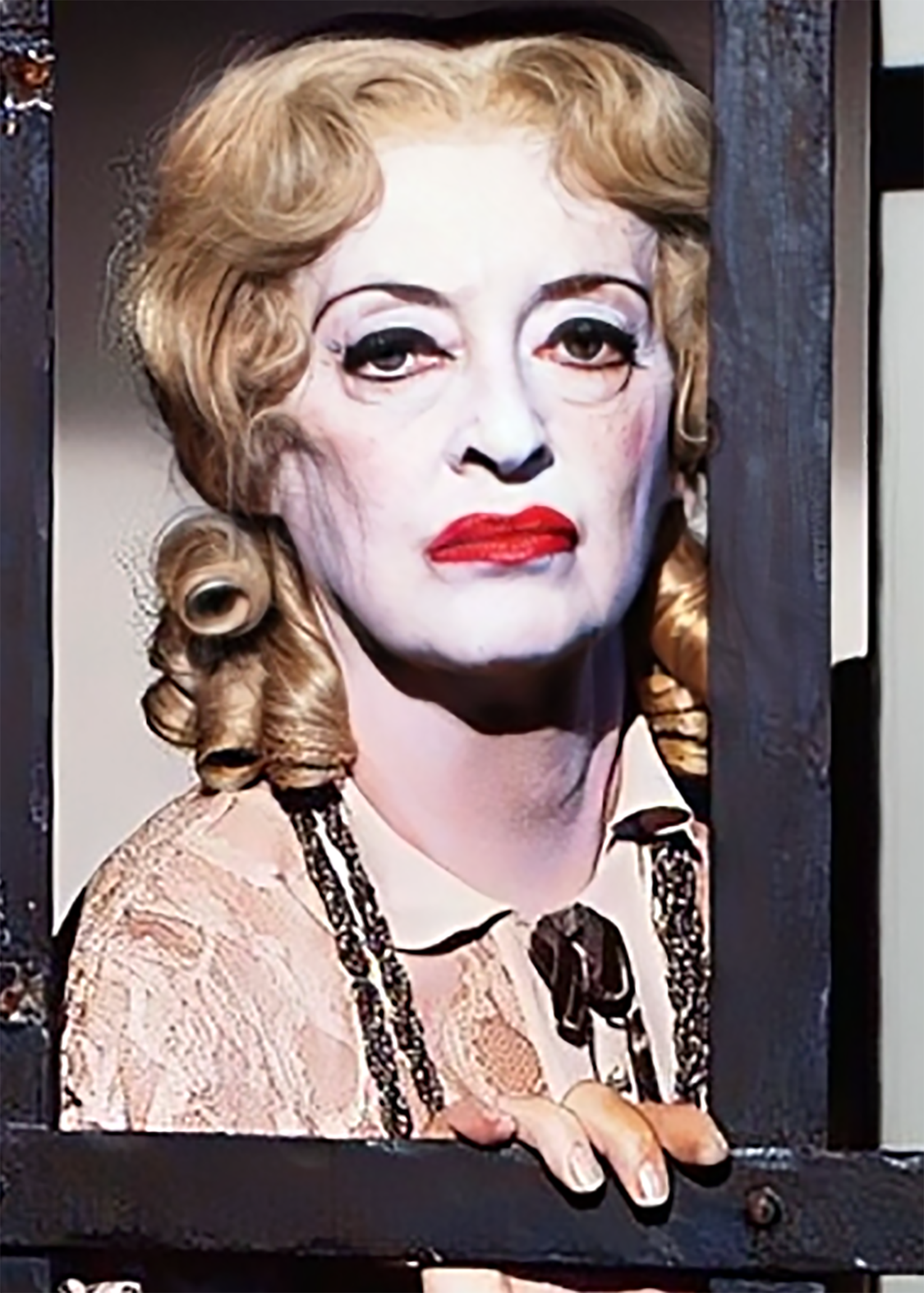
Davis protagonizando What Ever Happened to Baby Jane? en el papel de "Jane Hudson" (1962).

En 1962, Davis se convirtió en la primera intérprete en recibir once nominaciones a los premios Oscar por sus actuaciones. Desde entonces, solo cuatro personas han igualado o superado esta cifra: Meryl Streep (veintiuna nominaciones y tres victorias), Katharine Hepburn (doce nominaciones y cuatro victorias), Jack Nicholson (doce nominaciones y tres victorias) y Laurence Olivier (diez nominaciones y una victoria).
A principios de los años 2000, Steven Spielberg compró en una subasta los dos Oscars que Davis ganó por Peligrosa (1935) y Jezabel (1938) (por 207 500 USD y 578 000 USD, respectivamente) y los devolvió a la Academia de Artes y Ciencias Cinematográficas.
El trabajo de Davis en Cautivo del deseo (1934) fue tan ampliamente aclamado que cuando no recibió una nominación para un premio Oscar, varias figuras influyentes montaron una campaña para que se incluyera a la actriz. La Academia flexibilizó sus reglas por ese año solo para permitir la consideración de cualquier artista nominado en una votación escrita, por lo que cualquier votación del año fue técnicamente elegible para su consideración. Debido al alboroto tan publicitado, algunas fuentes todavía la consideran una nominación para Davis, aunque la Academia nunca la registró oficialmente como una candidatura.
| Año  | Categoría    | Película                                                             | Resultado |
| ---- | ------------ | -------------------------------------------------------------------- | --------- |
| 1935 | Mejor actriz | Cautivo del deseo (Of Human Bondage)                                 | Nominada  |
| 1936 | Mejor actriz | Peligrosa (Dangerous)                                                | Ganadora  |
| 1939 | Mejor actriz | Jezabel (Jezebel)                                                    | Ganadora  |
| 1940 | Mejor actriz | Amarga victoria (Dark Victory)                                       | Nominada  |
| 1941 | Mejor actriz | La carta (The Letter)                                                | Nominada  |
| 1942 | Mejor actriz | La loba (The Little Foxes)                                           | Nominado  |
| 1943 | Mejor actriz | La extraña pasajera (Now, Voyager)                                   | Nominada  |
| 1945 | Mejor actriz | El señor Skeffington (Mr. Skeffington)                               | Nominada  |
| 1951 | Mejor actriz | Eva al desnudo / Hablemos de Eva / La malvada (All About Eve)        | Nominada  |
| 1953 | Mejor actriz | La estrella (The Star)                                               | Nominada  |
| 1963 | Mejor actriz | ¿Qué fue de / pasó con Baby Jane? (What Ever Happened to Baby Jane?) | Nominada  |

Festival Internacional de Cine de Venecia
| Año  | Categoría                     | Película                                      | Resultado |
| ---- | ----------------------------- | --------------------------------------------- | --------- |
| 1937 | Coppa Volpi a la mejor actriz | Kid Galahad y La mujer marcada (Marked Woman) | Ganadora  |

Festival Internacional de Cine de Cannes
| Año  | Categoría    | Película                                                      | Resultado |
| ---- | ------------ | ------------------------------------------------------------- | --------- |
| 1951 | Mejor Actriz | Eva al desnudo / Hablemos de Eva / La malvada (All About Eve) | Ganadora  |

Premios Globos de Oro
| Año  | Categoría                         | Película                         | Resultado |
| ---- | --------------------------------- | -------------------------------- | --------- |
| 1951 | Mejor actriz de Drama             | All About Eve (Todo sobre Eva)   | Nominada  |
| 1962 | Mejor actriz de Comedia o Musical | Pocketful of Miracles            | Nominada  |
| 1963 | Mejor actriz de Drama             | What Ever Happened to Baby Jane? | Nominada  |
| 1974 | Premio Cecil B. DeMille           | -                                | Ganadora  |

Premio Saturno
| Año  | Categoría               | Película            | Resultado |
| ---- | ----------------------- | ------------------- | --------- |
| 1977 | Mejor Actriz de Reparto | Pesadilla diabólica | Ganadora  |

National Board of Review
| Año  | Categoría    | Película        | Resultado |
| ---- | ------------ | --------------- | --------- |
| 1939 | Mejor Actriz | Amarga victoria | Ganadora  |
| 1941 | Mejor Actriz | La Loba         | Ganadora  |

Premios BAFTA
| Año  | Categoría    | Película                         | Resultado |
| ---- | ------------ | -------------------------------- | --------- |
| 1963 | Mejor Actriz | What Ever Happened to Baby Jane? | Nominada  |

New York Film Critics Circle Awards
| Año  | Categoría    | Película        | Resultado |
| ---- | ------------ | --------------- | --------- |
| 1939 | Mejor Actriz | Amarga victoria | Ganadora  |
| 1950 | Mejor Actriz | All About Eve   | Ganadora  |

Nastro d'argento
| Año  | Categoría               | Película      | Resultado |
| ---- | ----------------------- | ------------- | --------- |
| 1950 | Mejor Actriz Extranjera | All About Eve | Ganadora  |

Primetime Emmy
| Año  | Categoría                                                           | Trabajo                                       | Resultado |
| ---- | ------------------------------------------------------------------- | --------------------------------------------- | --------- |
| 1974 | Clasificación Especial de programa sobresaliente y logro individual | ABC's Wide World of Entertainment             | Nominada  |
| 1979 | Mejor Actriz principal en una miniserie                             | Strangers: The Story of a Mother and Daughter | Ganadora  |
| 1980 | Mejor Actriz principal en una miniserie                             | White Mama                                    | Nominada  |
| 1983 | Mejor Actriz de Reparto en una miniserie o especial                 | Little Gloria... Happy at Last                | Nominada  |

## Honores
| Año  | Premio                                          | Categoría                                                                                            |
| ---- | ----------------------------------------------- | --- |
| 1950 | Grauman's Chinese Theatre                       | Ceremonia de Huellas y Huellas                                                                       |
| 1960 | Hollywood Walk of Fame                          | Cine (Localización: 6225 Hollywood Blvd.)                                                            |
| 1960 | Hollywood Walk of Fame                          | Televisión (Localización: 6233 Hollywood Blvd.)                                                      |
| 1969 | San Francisco International Film Festival       | Premio Arte del Cine                                                                                 |
| 1973 | Sarah Siddons Award                             | Premio especial 20º aniversario por All About Eve                                                    |
| 1977 | American Film Institute                         | Premio a la Trayectoria Profesional                                                                  |
| 1982 | Film Advisory Board                             | Award of Excellence                                                                                  |
| 1982 | Premio Rudolph Valentino                        | Actriz del año                                                                                       |
| 1982 | National Film Society Artistry in Cinema Awards | Premio Golden Reel por su contribución al cine                                                       |
| 1982 | American Theater Arts                           | Premio a la trayectoria                                                                              |
| 1983 | Charles Chaplin Award                           | Otorgado por UCLA Film and Television Archive                                                        |
| 1983 | Women in Film Crystal + Lucy Awards             | Premio de Cristal                                                                                    |
| 1983 | Boston Theater District                         | Life Achievement Award                                                                               |
| 1983 | Golden Apple Awards                             | Louella Parsons a la trayectoria                                                                     |
| 1986 | Premios César                                   | César Honorífico                                                                                     |
| 1986 | Ordre des Arts et des Lettres                   | Nombrada comandante de esta orden. Fue otorgado por el Gobierno francés por su contribución al cine. |
| 1987 | British Film Institute Fellowship               | En reconocimiento a su destacada contribución a la cultura cinematográfica.                          |
| 1987 | Legion of Honour                                | Premiada en el Festival de Cine Americano de Deauville por su contribución al cine.                  |
| 1987 | Kennedy Center Honors                           | Honorada                                                                                             |
| 1988 | Campione d'Italia                               | Premio Mérito al logro                                                                               |
| 1989 | American Cinema Awards                          | Premio a la trayectoria                                                                              |
| 1989 | Film Society of Lincoln Center                  | Tributo de Gala                                                                                      |
| 1989 | Festival de San Sebastián                       | Premio Donostia                                                                                      |

### Otros
| Año  | Premio                                | Categoría | Notas |
| ---- | ------------------------------------- | --- | --- |
| 1932 | N/A                                   | Estrellas del mañana | Un grupo de exhibidores de teatro llamó a Joan Blondell, Bette Davis y Ginger Rogers "Estrellas del mañana". La ceremonia se llevó a cabo en el Hotel Ambassador de Hollywood y se transmitió en vivo por radio. Este fue el primer premio de actuación de Bette. |
| 1939 | Photoplay Awards                      | Mejor Actuación (Julio) | Ganadora junto a Paul Muni |
| 1941 | Golden Apple Awards                   | Actriz más cooperativa | |
| 1945 | Photoplay Awards                      | Estrella femenina favorita | Nominada a la Medalla de Oro |
| 1946 | Premio al Servicio Civil Meritorio    | El Departamento de Guerra de los Estados Unidos entregó este galardón a Davis en nombre de sus esfuerzos en la coordinación de la fundación delHollywood Canteen. | The first thespian to receive such an award. |
| 1950 | Photoplay Awards                      | Mejor Actuación (Diciembre) | Ganadora con Anne Baxter |
| 1951 | Photoplay Awards                      | Estrella femenina más popular | Nominada por All About Eve |
| 1963 | Photoplay Awards                      | Estrella femenina más popular | Nominada por What Ever Happened to Baby Jane? |
| 1963 | Golden Apple Awards                   | Actriz más cooperativa | |
| 1965 | Laurel Awards                         | Laurel de Oro - Estrella femenina | 11° Puesto |
| 1966 | Photoplay Awards                      | Estrella femenina más popular | Nominada a la Medalla de Oro |
| 1972 | Photoplay Awards                      | Estrella femenina favorita | |
| 1975 | Photoplay Awards                      | Estrella femenina favorita | |
| 1976 | Photoplay Awards                      | Estrella femenina favorita | |
| 1978 | Photoplay Awards                      | Salón de la Fama: Actriz | |
| 1980 | Reconocimiento como Madre del Año     | Otorgado por la revista Woman's Day | |
| 1983 | Medalla al Servicio Civil Distinguido | Otorgado por el Departamento de Defensa de EE. UU. (el premio civil más alto otorgado por el Departamento de Defensa de los Estados Unidos) por fundar Hollywood Canteen (que operó en 1451 Cahuenga Boulevard en Hollywood, California, entre el 3 de octubre de 1942 y el 22 de noviembre de 1945) | La ceremonia tuvo lugar el 11 de junio de 1983. |